# Suser
Suser (en arménien Սուսեր ; jusqu'en 1946 Ghlijatagh) est une communauté rurale du marz d'Aragatsotn, en Arménie. Elle compte 399 habitants en 2009.